# Mötley Crüe
Mötley Crüe là một ban nhạc heavy metal người Mỹ thành lập tại Los Angeles vào năm 1981. Nhóm được thành lập bởi bộ tứ gồm tay bass Nikki Sixx, tay trống Tommy Lee, tay lead guitar Mick Mars và giọng ca chính Vince Neil. Mötley Crüe đã bán ra hơn 100 triệu album toàn thế giới. Họ còn giành được 7 chứng chỉ bạch kim hoặc đa bạch kim, sở hữu 9 album lọt Top 10 trên bảng xếp hạng Billboard 200 (trong đó có Dr. Feelgood phát hành năm 1989 – album duy nhất của ban nhạc giành ngôi quán quân), 22 ca khúc lọt vào Top 40 bài hit nhạc rock quần chúng và 6 bài lọt Top 20 đĩa đơn nhạc pop. Ban nhạc đã trải qua những lần thay đổi nhân sự ngắn hạn ở các thập niên 1990 và 2000, trong đó John Corabi (người từng thay thế vị trí của Neil từ năm 1992 đến 1996) và hai tay trống Randy Castillo và Samantha Maloney đến lấp đầy chỗ trống của Neil sau khi anh rời Mötley Crüe vào năm 1999; đến 2004 thì Lee quay trở lại nhóm.
Các thành viên của Mötley Crüe thường gây được chú ý bởi lối sống khoái lạc và tính cách ái nam ái nữ của họ. Sau khi khởi đầu bằng hai thể loại hard rock và heavy metal trong 2 album đầu tiên gồm Too Fast for Love (1981) và Shout at the Devil (1983) thì sản phẩm album thứ ba mang tên Theatre of Pain (1985) chứng kiến Mötley Crüe gia nhập làn sóng đầu tiên của trào lưu glam metal. Ban nhạc còn nổi tiếng bởi những màn biểu diễn nhạc sống được đầu tư kỳ công, chẳng hạn như những cây đàn guitar gắn súng bắn ra lửa, dàn trống gắn trên một vòng quay khổng lồ hay lạm dụng pháo hoa (như màn đốt cháy Nikki). Album phòng thu gần nhất của Mötley Crüe lấy nhan đề Saints of Los Angeles được phát hành vào ngày 24 tháng 6 năm 2008. Ban nhạc đã dự định tổ chức đêm diễn cuối cùng diễn vào đúng dịp giao thừa vào ngày 31 tháng 12 năm 2015. Buổi hòa nhạc đó đã được ghi hình để phát hành chiếu rạp và phát trên băng DVD vào năm 2016.

## Thành viên
Hiện hành
- Mick Mars – lead guitar, hát bè (1981–2015, 2018–nay)
- Nikki Sixx – bass, keyboard, piano, synthesizer, hát bè (1981–2015, 2018–nay)
- Vince Neil – hát chính, rhythm guitar, harmonica (1981–1992, 1996–2015, 2018–nay)
- Tommy Lee – trống, keyboards, piano, synthesizer, hát bè (1981–1999, 2004–2015, 2018–nay)

Cựu thành viên
- John Corabi – hát chính, rhythm guitar, bass, keyboards, piano (1992–1996)
- Randy Castillo – trống (1999–2002; qua đời năm 2002)
- Samantha Maloney – trống (2002–2004)

Thành viên đi lưu diễn
- Emi Canyn – hát bè (1987–1991; died 2017)
- Donna McDaniel – hát bè (1987–1991)
- Jozie DiMaria – vũ công (1999, 2005–2006)[4]
- Marty – hát bè (2000)
- Pearl Aday – hát bè (2000)[5]
- Morgan Rose – trống (tháng 8 năm 2009)[6]
- Allison Kyler – hát bè, vũ công (2011–2015)
- Annalisia Simone – hát bè (2011)
- Sofia Toufa – hát bè, vũ công (2012–2015)

## Đĩa nhạc
Album phòng thu
- Too Fast for Love (1981)
- Shout at the Devil (1983)
- Theatre of Pain (1985)
- Girls, Girls, Girls (1987)
- Dr. Feelgood (1989)
- Mötley Crüe (1994)
- Generation Swine (1997)
- New Tattoo (2000)
- Saints of Los Angeles (2008)

## Lưu diễn
- 1981: Anywhere, USA Tour (Bắc California)
- 1981–1982: Boys in Action Tour
- 1982: Crüesing Through Canada Tour
- 1983–1984: Bark at the Moon Tour (World) với Ozzy Osbourne
- 1985–1986: Welcome to the Theatre of Pain Tour
- 1987–1988: Girls, Girls, Girls Tour (toàn cầu)
- 1989: Moscow Music Peace Festival Tour (cựu USSR)
- October 1989–August 1990: Dr. Feelgood World Tour
- 1991: Monsters of Rock Tour
- 1994: Anywhere There's Electricity Tour (Mỹ và Nhật Bản)
- 1997: Live Swine Listening Party Tour
- 1997: Mötley Crüe vs. The Earth Tour
- 1998–1999: Greatest Hits Tour
- June–September 1999: Maximum Rock Tour
- 1999: Welcome to the Freekshow Tour
- 2000: Maximum Rock 2000 Tour
- 2000: New Tattoo Tour (Nhật Bản)
- 2005: Red, White & Crüe... Better Live Than Dead Tour
- 2005–2006: Carnival of Sins Tour
- September–December 2006: Route of All Evil Tour
- 2007: Mötley Crüe Tour
- July–August 2008: Crüe Fest Tour
- October 2008–July 2009: Saints of Los Angeles Tour
- July–September 2010: Crüe Fest 2 Tour
- 2010: The Dead of Winter Tour (Canada)
- 2010: Ozzfest Tour
- 2011: Glam-A-Geddon Tour
- October 2011: Mötley Crüe 30th Anniversary Tour (Nhật Bản)
- 2011: Mötley Crüe England Tour
- 2012: European Tour
- July 2012–March 2013: The Tour
- April–July 2013: North American Tour
- July 2014–December 2015: The Final Tour
- June–September 2021: The Stadium Tour